# Млада България (1895 – 1896)
Вижте пояснителната страница за други значения на Млада България.
„Млада България“ с подзаглавие Независим демократически вестник е български вестник, издаван в София от Димитър Ризов (редактор-стопанин) от 1895 до 1896 година. Излиза в събота. Отговорен редактор е А. Н. Сапунджиев. Печата се в печатница „Вълков“, както и в „Напредък“, „Просвещение“, „Либералний клуб“, Централна печатница на П. Калъчев и „Янко С. Ковачев“.
| Годишнина | Броеве | Дата                          |
| --------- | ------ | ----------------------------- |
| I         | 1 – 76 | 21 януари 1895 – 13 март 1896 |

От 26 брой излиза всеки работен ден, „додето трае настоящата сесия на Нар. събрание“. От 68 брой излиза два пъти седмично.
Сред неговите основни сътрудници е и Андрей Ляпчев. Сътрудничи и Алеко Константинов. Вестникът е на група около Петко Каравелов. Близък е до Върховния македонски комитет, начело с генерал Данаил Николаев. Обявява се остро както срещу правителството на Константин Стоилов, така и срещу предишния стамболовистки режим, и посреща със задоволство убийството на Стефан Стамболов. Вестникът рязко критикува княз Фердинанд I.